# 2-я бронетанковая бригада 1-й пехотной дивизии
2-я бронетанковая бригада 1-й пехотной дивизии (англ. 2nd Armored Brigade Combat Team, 1st Infantry Division) — тактическое соединение сухопутных войск США.

## История

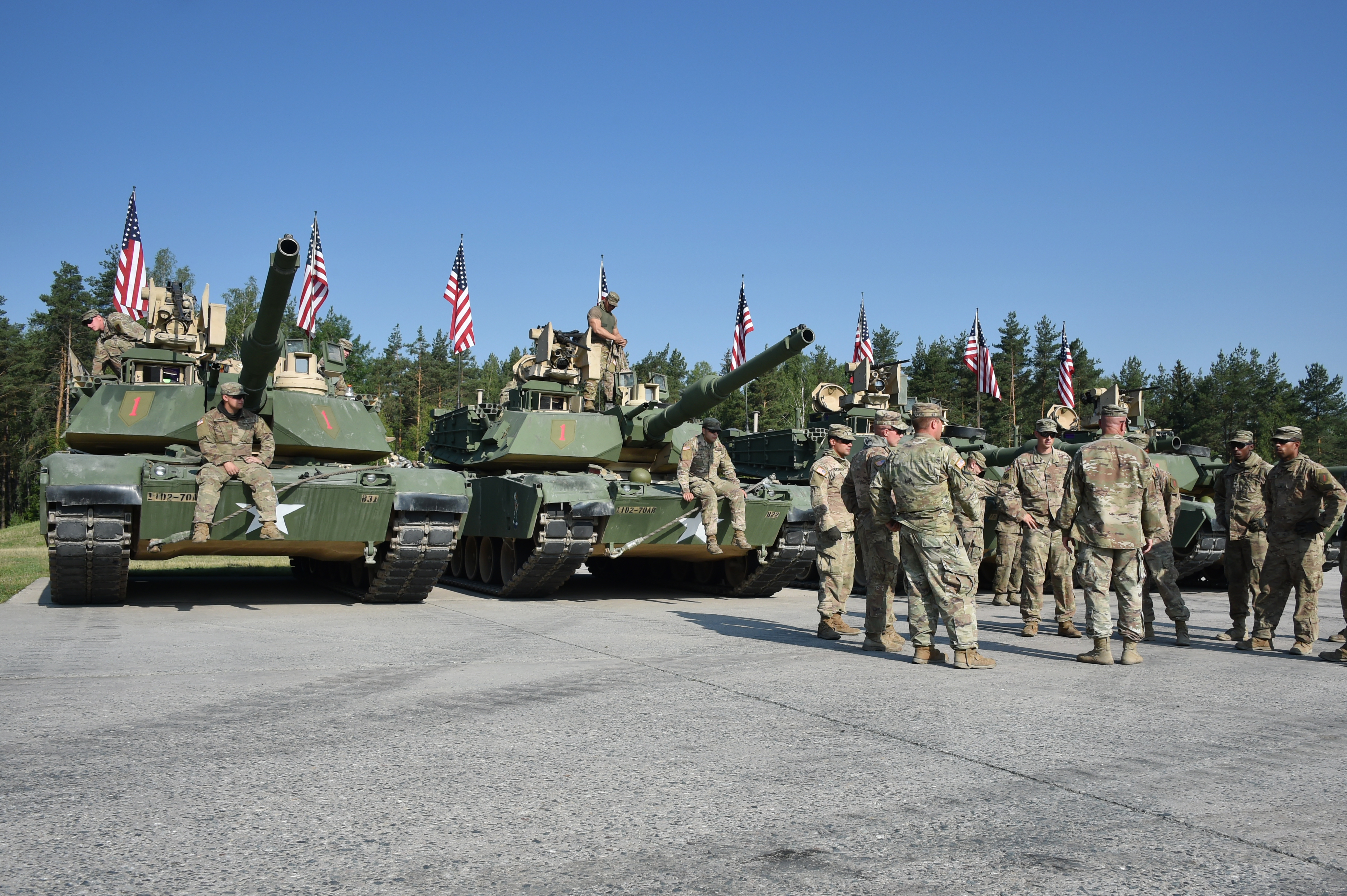
Танки 2-го батальона 70-го бронетанкового полка на соревновании Strong Europe Tank Challenge 2018 в Графенвёре.

Бригада была впервые сформирована 24 мая 1917 года как штаб 2-й пехотной бригады 1-й экспедиционной дивизии (1st Expeditionary Division), которая позже была обозначена как 1-я дивизия. Во время Первой мировой войны подразделение участвовало в кампаниях Монтидидье-Нуайон, Эна-Марна, Мёз-Аргоннском наступлении, Сен-Миельской, Лотарингской и Пикардийской операциях.
1 июня 1940 года бригада была расформирована.
В январе 1964 года бригада была воссоздана в Форт-Райли, штат Канзас.
В сентябре 1965 года 2-я бригада была развёрнута в Республике Вьетнам, где заслужила 15 вымпелов кампании. Бригада вернулась в Форт-Райли в 1969 году.
2-я бригада принимала участие в операции «Буря в пустыне» в декабре 1990 года.
В феврале 1996 года 2-я бригада развернула подразделения в Боснии и Герцговине. В мае 1997 года 2-я бригада была передислоцирована в Швайнфурт, оставив оперативную группу 1-77th Armor (1-й батальон 77-го бронетанкового полка), которая покинула страну в ноябре 1997 года.
Бригада сформировала оперативную группу «Сокол» (Task Force Falcon) для участия в операциях на территории края Косово, где была впервые задействована 12 июня 1999 года. ОГ «Сокол» состояла из 2-й бригады 1-й пд и включала подразделения СВ и КМП. 13 июня 1999 года ОГ превратилась в Многонациональную бригаду (Восток) (MNB(E)), в которую входили не только военнослужащие США, но и солдаты из 7 других стран.
Ночные взрывы мин и неразорвавшихся боеприпасов, а также регулярные перестрелки с албанскими силами были нормой до середины августа 1999 года. Район вокруг города Гнилане стал центром этнических беспорядков, поскольку косовские албанцы совершали нападения на сербское население.
К 8 марта 2004 года бо́льшая часть 2-й бригады находилась в Ираке на различных передовых оперативных базах (FOB). Где занималась поддержанием безопасности, а также обучением и интеграцией Иракской национальной гвардии.
В марте 2008 года личный состав и подчинённые подразделения 3-й бригады 1-й бронетанковой дивизии были переименованы во 2-ю бригаду 1-й пехотной дивизии (механизированной). Подразделения 2-й бригады в Германии были переименованы в 172-ю пехотную бригаду (отдельную).
Кроме того, 2-я бригада 1-й пехотной дивизии была реорганизована в рамках трансформации армии США. Бригада стала иметь в штате постоянные подразделения, которые ранее временно прикреплялись к бригаде во время операций.
В июне 2012 года было объявлено, что 2-я бригада 1-й пехотной дивизии к 2013 году станет регионально связанной с Африканским командованием ВС США (AFRICOM). Её задачей станет содействовать развитию сотрудничества в Африке.

## Состав
- Штаб и штабная рота (Headquarters and Headquarters Company (HHC))
- 5-й эскадрон 4-го кавалерийского полка (5th Squadron, 4th Cavalry Regiment)
- 1-й батальон 18-го пехотного полка (1st Battalion, 18th Infantry Regiment Vanguards)
- 1-й батальон 63-го бронетанкового полка (1st Battalion, 63rd Armor Regiment Dragons)
- 2-й батальон 70-го бронетанкового полка (2nd Battalion, 70th Armor Regiment Thunder Bolts)
- 1-й батальон 7-го артиллерийского полка (1st Battalion, 7th Field Artillery Regiment (1-7th FAR) First Lightning)
- 82-й бригадный инженерный батальон (82nd Brigade Engineer Battalion (82nd BEB))
- 299-й батальон поддержки бригады (299th Brigade Support Battalion (299th BSB) Lifeline)